# Cis bisbidens
Cis bisbidens es una especie de coleóptero de la familia Ciidae.

## Distribución geográfica
Habita en México.